# Sint-Carolus Borromeuskerk (Doomkerke)

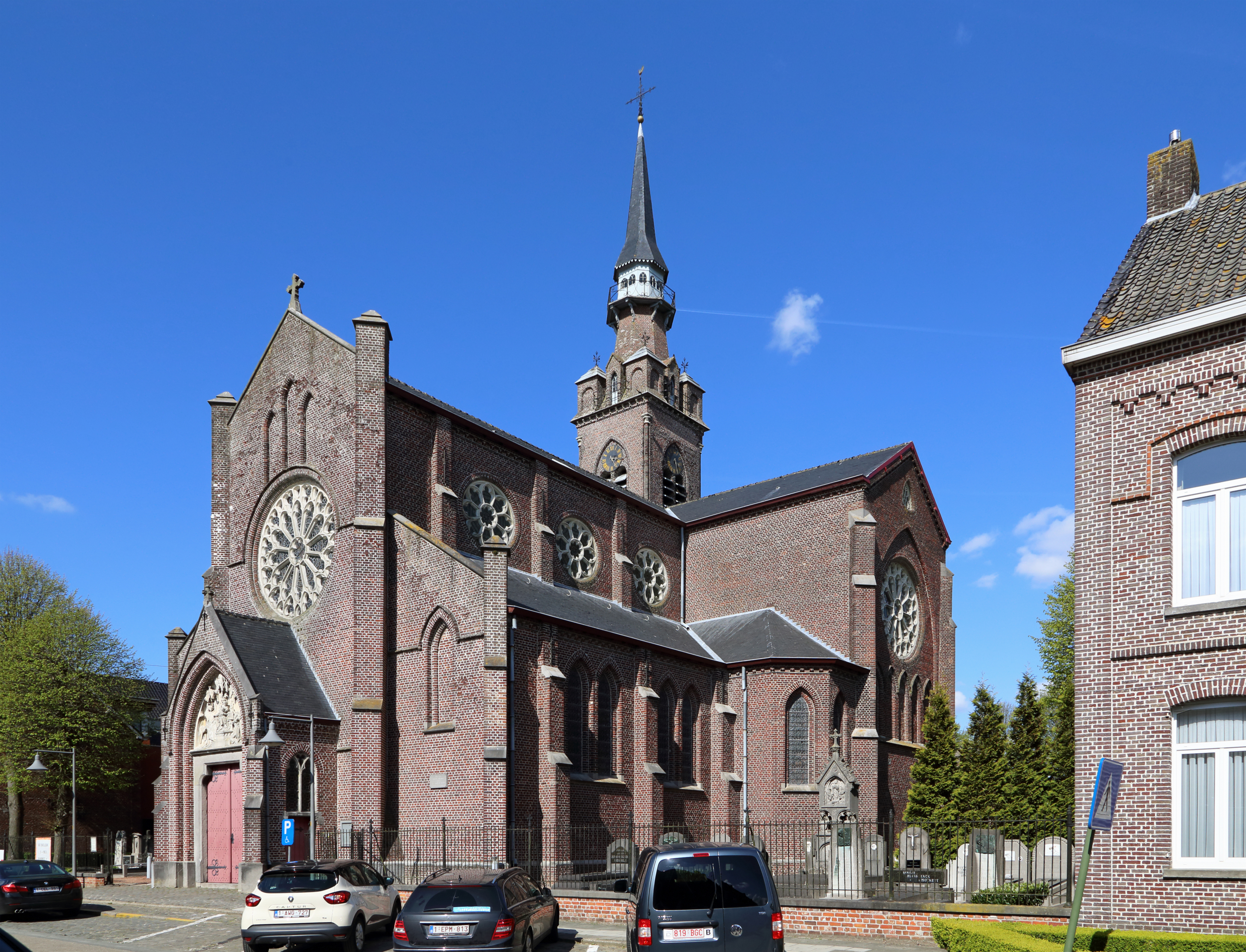
Sint-Carolus Borromeuskerk in Doomkerke

De Sint-Carolus Borromeuskerk (Carolus Borromeuskerk) te Doomkerke (gemeente Ruiselede, provincie West-Vlaanderen) is een neogotische kerk, gebouwd in 1865-1866 naar de plannen van priester-architect Jan August Clarysse (1814-1873). Clarysse volgde de ideeën van architect Jean-Baptiste Bethune (1821-1894). De parochiekerk wordt ook kathedraal van te lande genoemd. Het betreft een gaaf neogotisch totaalconcept, zowel aan de buitenzijde als de binnenzijde.

## Beschrijving
De plattegrond toont een driebeukige kerk met basicale opbouw, een vierkante toren ten noorden en sacristie ten zuiden van het koor. Het koor is een vijfzijdige apsis. In de oksels van de zijbeuken en het transept zijn twee kapellen. Het gebouw is opgetrokken in lokaal gebakken baksteen met leien bedaking. Rondom de roosvensters is er witte natuursteen. Vooraan boven de ingangspoort bevindt zich een bas-reliëf uit 1880 van François Delanier, dat Maria voorstelt aan wie pastoor Doom knielend zijn kerk aanbiedt. Achter hem staat de patroonheilige Carolus Borromeus. Aan de linkerzijde van Maria staat een schildhoudende engel met datum "1867" en de knielende Lucia Doom, zus van pastoor Carolus Ludovicus Doom. De kerk heeft een pittoreske achthoekige torenspits met ingesnoerde naaldspits. De spits is bekroond met een fraai, smeedijzeren kruis en haantje.

## Interieur
Het neogotisch totaalconcept is doorgedreven in de opbouw, in de rijke polychrome beschildering en in het meubilair. Alle twintig gewelven hebben een sluitsteen met monogrammen en afbeeldingen van begeleidende Latijnse teksten die verwijzen naar Christus, Maria, enkele heiligen en Bijbelse symbolen. De muren zijn bepleisterd en beschilderd in imitatienatuursteen. De kapellen en alle andere bouwonderdelen zijn kleurrijk beschilderd met geometrische motieven. De kerkvloer is in witte en zwarte marmeren tegels, in het koor met cementtegels met kleurrijke motieven. De vensters met glas-in-lood en brandglazen zijn van latere datum. In de beide transeptarmen zijn gotische nissen met de 12 apostelbeelden. Boven de eikenhouten deur van het portaal bevindt zich een glasraam van 1949 (door Gerard De Sander uit Tielt) met de voorstelling van het Laatste Oordeel (gift van Clemence Jans, weduwe van Armand de Roo). De hoekkapellen bevatten een Calvarie (zuidkant) en doopkapel (noordkant met doopvont (1872), eveneens geschonken door Lucia Doom). 

### Hoofdaltaar en zijaltaren
Het hoofdaltaar in het koor heeft een marmeren tafel en een retabel in gemarmerd en verfijnd, gesculpteerd eikenhout. Dit altaar bevat een voorstelling van het Heilig Sacrament, de Heiligen Petrus en Paulus, taferelen uit het leven van de Heilige Borromeus en een sacramentstoren met het Lam Gods. Er is een stijlvolle eikenhouten communiebank en een koorgestoelte (geschonken door Lucia Doom, zus van de eerste pastoor Carolus Doom. Het rijk gesculpteerde koorgestoelte bevat afbeeldingen van Bijbelse taferelen en heiligenlevens. De zijkapellen zijn afgesloten met smeedijzeren hekken en bevatten een altaar met retabel, resp. van Sint-Jozef (zuidkapel: 1868, gift van familie de Kerchove d'Ousselghem) en O.-L.-Vrouw (noordkapel; 1869, gift van familie Gilliodts–De Witte). 

### Predikstoel
Er is een rijkelijk uitgewerkte preekstoel (1876) tegen de noordelijke transeptmuur door beeldhouwer J.B. VAN BIESBROECK. Deze is overvloedig versierd in de traditie van de laatgotische houtsnijders met houtsnijwerk (o.a. bladversiering) en beelden van o.a. Johannes de Doper, kerkvaders, heiligen en engelen.